# 巴厘省
峇里省，主要位於峇厘岛，是印度尼西亚33個一級行政區之一，也是著名的旅遊勝地。該島距離印尼首都雅加达約1,000公里，与爪哇岛之間僅有3.2公里寬海峽相隔，面积约5,630平方公里，其省會設於島上南部的登巴萨。

## 譯名
根據1986年中华书局出版的《古代南海地名汇释》：
- 峇里在《爪哇史颂》、《宋书》作「婆利国」[5]或「婆黎国」[6]，是中國最早有關峇里的記載[4]；
- 《隋书》、《南史》、《通典》、《旧唐书》、《唐会要》作婆利，
- 《寄归内法传》作「婆陆洲」，
- 《诸蕃志》作「麻利」，也号「马礼」，
- 《南海志》作「琵离」，
- 《岛夷志略》、《星槎胜览》、《西洋朝贡典录》均作「彭里」，
- 《元史》作「没里」，
- 《东西洋考》作磨里山

中國大陆使用「巴厘岛」的譯名。在臺灣，外交部、傳媒、觀光業者，普遍以「峇里島」作為Bali的音譯，但教育部辭典有收錄「巴里島」的譯名。

## 地理

### 地形

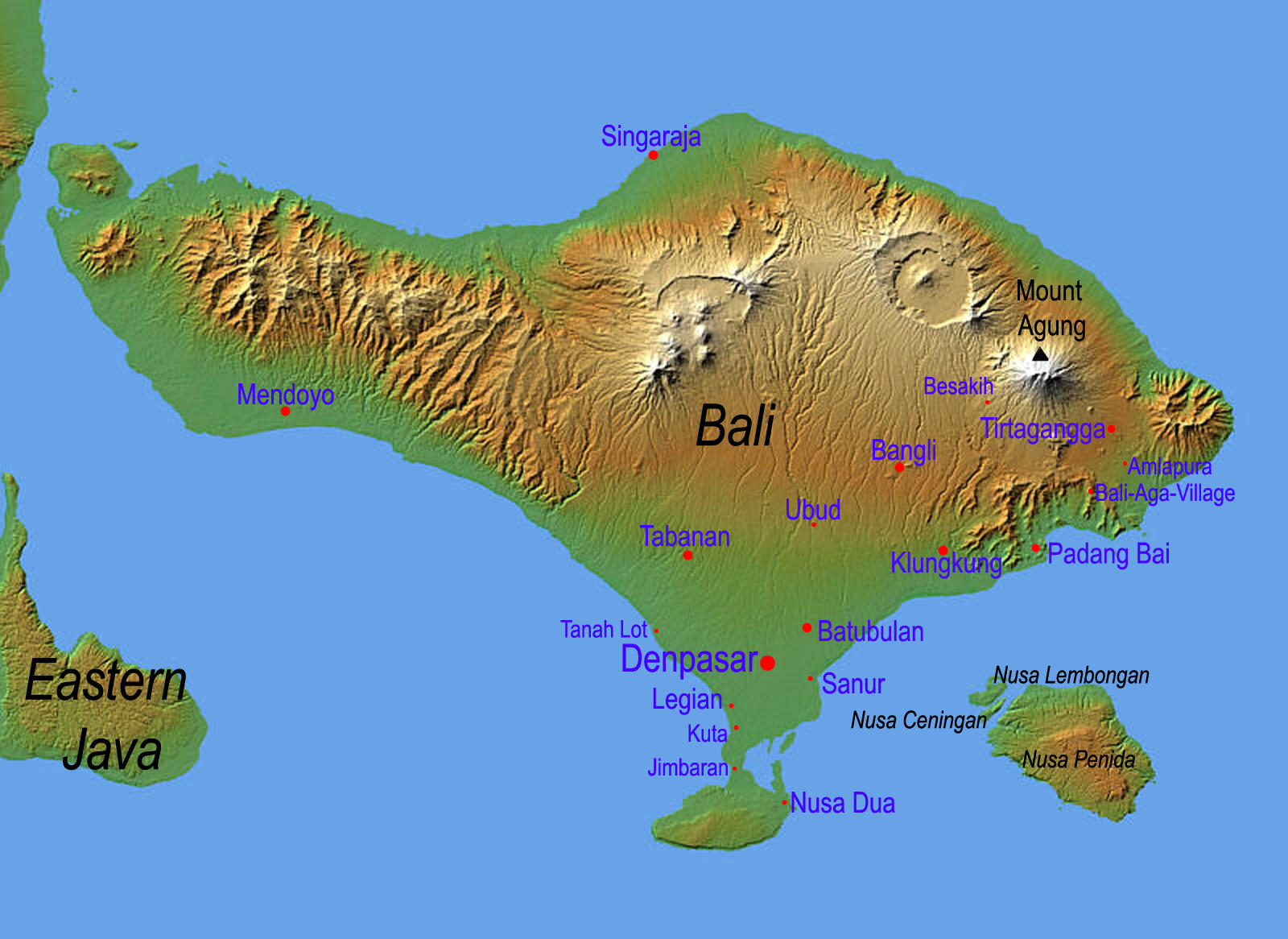
巴厘岛地形图

全岛大部分为山地，地势东高西低，有四座以上的锥形火山峰，其中阿贡火山（巴厘峰）海拔3142米，为岛上最高点；也有仍在活动期的巴杜爾火山。

### 行政区划
峇厘省下设1市（Kota）8县（Kabupaten），市县下再设57个区（Kecamatan）
市县名单：
丹帕沙市
巴东县、邦利县、布勒冷县、吉安雅县、珍布拉娜县、卡朗阿森县、克隆功县、塔巴南县

### 氣候

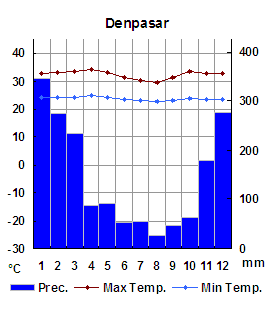
丹帕沙的雨溫圖

該島地處熱帶，屬於熱帶乾濕季氣候，乾濕季相當分明，雨季（10月至隔年3月）時吹西北季風，乾季（4月至9月）時則吹東南季風。（這樣的季風型態使得海上交通變得困難，是峇里島與外界聯絡不易的一個原因，因此才有獨立的歷史發展。）乾季期間，東部和北部經常降水不足，此外雨季時可能一整天都無降雨，也可能有兩至三小時的颮，有時降雨過盛會造成道路30公分以上的積水。
峇里島一整年的氣溫大多沒有變化，最低平均氣溫約24度，最高平均氣溫約31度，平均濕度約為78%。天氣大多炎熱潮濕，體感溫度偏高。

## 交通

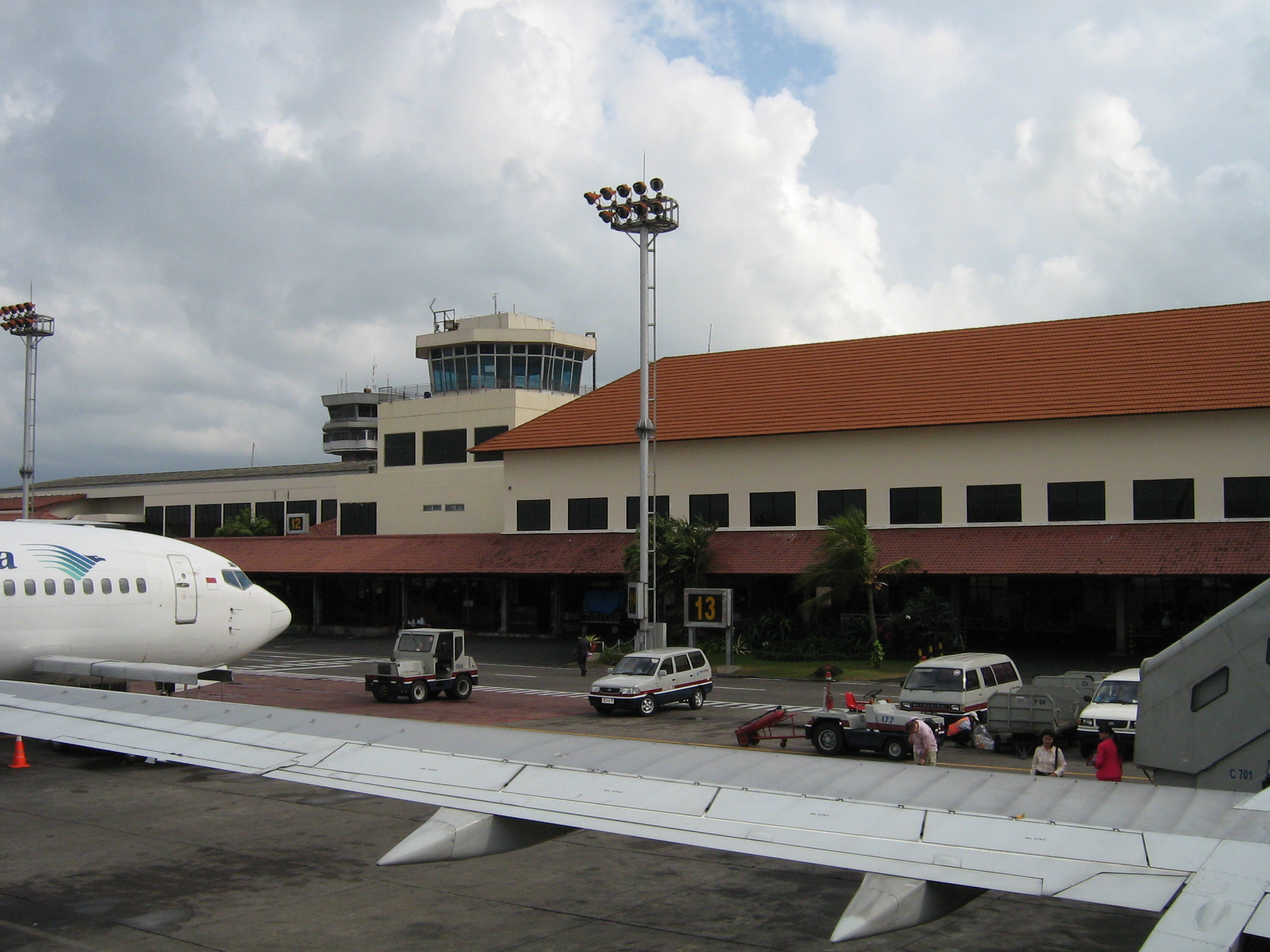
伍拉·賴國際機場

### 島外連結交通
峇里島與島外主要的交通接口為伍拉·賴國際機場（又稱峇里國際機場），位在峇里島南部，主要連結雅加達、東京、新加坡、香港、悉尼和墨爾本等各國大城市。除了國際航線外，國內航線也通往印尼其它的島嶼。
海路交通則是以渡輪連接爪哇島、龍目島等其他印尼的島嶼。

### 島内交通
峇里島內沒有鐵路設施，所以大部分的交通方式為汽車，島內有沿岸的環島公路以及通往內陸的南北向公路。村落與村落間連接的道路相當多，因此汽車的通行相對方便。中產階級以下的人民主要的交通方式為摩托車和合乘計程車，此外一些地區也有使用馬車代步。
由於觀光客眾多，島內有許多接駁車。另外，南部主要的觀光地，如丹帕沙（Denpasar）、庫塔（Kuta）和沙努（Sanur），都有計程車的行駛，價格相當的低廉。
由於頻生摩托車交通意外，都牽涉到外國人。當局由2023年3月起開始向沒有佩戴頭盔的遊客罰款。

## 人口
巴厘島的人口在2010年人口普查實為3,890,757人。最新的估算（2014年1月）當地人口增長至4,225,384人。大約有30,000名外籍人士居住在巴厘島。

### 種姓制度
雖然印尼是伊斯蘭教大國，但由於峇里島人多數信奉印度教而變為少數且呈現衰退，而基督教比例則與印度教同為成長趨勢，印度教的種姓制度也在峇里島人根深柢固。然而峇里島的種姓制度沒有印度的種姓制度複雜。

### 取名
光看峇里島人的名字，大概可以猜到他是家中的第幾個小孩。原因是峇里島人取名時會依照小孩在家中的排行。
峇里島人除了王室貴族，一般人是沒有姓的，只有名字，其中不管男女，老大都叫Wayan或Putu，老大的女生也可叫Iluh，打從老大至老四都有一些特訂的名字取用。若然老五出現，便會從頭使用老大的特訂名字（Wayan等等），如此類推。一般來說，峇里島男生會在名字前冠以 I（相當於「先生」），峇里島女生則冠以 NI（相當於「女士」），有別於印尼其他地區男子加Pak、女子加Bu的做法。
例如後蘇哈托時期的頂尖藝術畫家 I Nyoman Masriadi 是家中三子，而印尼女子羽毛球員尼·克图特·马哈德维·伊斯特拉尼（NI Ketut Mahadewi Istirani）在家中排行第四。
| 家中排行 | 男女適用名字     | 只限女性名字 |
| -------- | ---------------- | ------------ |
| 老大     | Wayan 或 Putu    | Iluh         |
| 老二     | Made 或 Kadek    | Nengah       |
| 老三     | Nyoman 或 Komang | 無           |
| 老四     | Ketut            | 無           |

## 峇里文化
雖然處於印尼這個全球人口最多的回教國家當中，巴厘島的居民大部分信奉巴厘島印度教。该地文化资源十分丰富，因种类多样而闻名。其他方面，岛上的雕刻、编织艺术也十分有特色。巴厘岛的别称也和它的文化一样多样：具有“神明之岛”、“恶魔之岛”、“天堂之岛”、“魔幻之岛”、“花之岛”、“旅原之地”等的别称。

### 語言
峇里島有多種本土峇里語言，多數的峇里人都可說現代巴厘语，其次印尼語是峇里島最常使用的語言。峇里島最為多數的印尼人幾乎都可說兩個或三個以上的語言，而部份擁有華人血統的印尼人或峇里人，也略懂華語。由於旅遊業繁盛，英語是當地常用的第三語言，亦由於近年來有大量兩岸三地的遊客到訪峇里島，中文開始在當地流行。其他外國語文例如日文、韓文、俄文、法文及德文也在遊客區的多語言標示牌中出現。

### 舞蹈
峇里人的古典舞蹈是印尼民族舞蹈中的一支，具有独特的地位。峇里的舞蹈文化與宗教有著密不可分的關係，透過於各大大小小的宗教儀式，如寺廟典禮﹑婚禮﹑火葬儀式﹑家廟典禮，用舞蹈和音樂禮拜﹑款待神明。舞者們非常重視這些傳統舞蹈，從細緻而華麗的服飾打扮，以至舞蹈時的投入和嚴謹態度，就是將舞蹈昇華成與神祇溝通的途徑。峇里人相信，獻給神明的舞蹈，是修行的一種，期望不斷的修行可以解脫俗世輪迴之苦。
峇里舞蹈舉凡有巴龍舞、峇里戰士舞、卡恰舞、雷貢舞、凱比亞嘟嘟、潘揚布拉瑪舞、歐蕾唐姆林林安舞、托賓假面具舞、桑揚舞、凱比亞川朋（Kebyar Trompong）、賈克（Jauk）等等。

### 次文化
自2012年起，島上流行搞怪快閃。即使終年均溫皆高於24度，但仍有快閃族著大外套、口罩、太陽眼鏡，在鬧區市集進行快閃活動。引起許多觀光客爭相模仿，儼然蘊為另一種巴里島時尚風潮。

## 經濟與觀光

### 主要觀光地與觀光產業

#### 南部的海灘與度假區
峇里島的觀光業從1969年伍拉·賴國際機場啟用後開始大規模的發展，沙努和庫塔成為觀光勝地；1980年代，高級度假村開始往努沙杜瓦開發；1990年代，開發的風潮開始向庫塔的南北向拓展，範圍從水明漾（Seminyak）、雷吉安（Legian）、金巴蘭（Jimbaran）到沿岸區，形成廣大的觀光地帶。水明漾的北部就是著名景點海神廟的所在。沙努和庫塔在爆炸案發生之後，當局對於治安採取積極的措施，移除了一些街邊的攤販。
峇里島南部的海岸海浪品質佳，許多世界各國的衝浪好手相繼造訪，成為了衝浪的勝地。最近許多靠衝浪產業為生的人增加，包括衝浪商店和衝浪教練等，甚至是靠衝浪商贊助的專業級衝浪手也增加了。

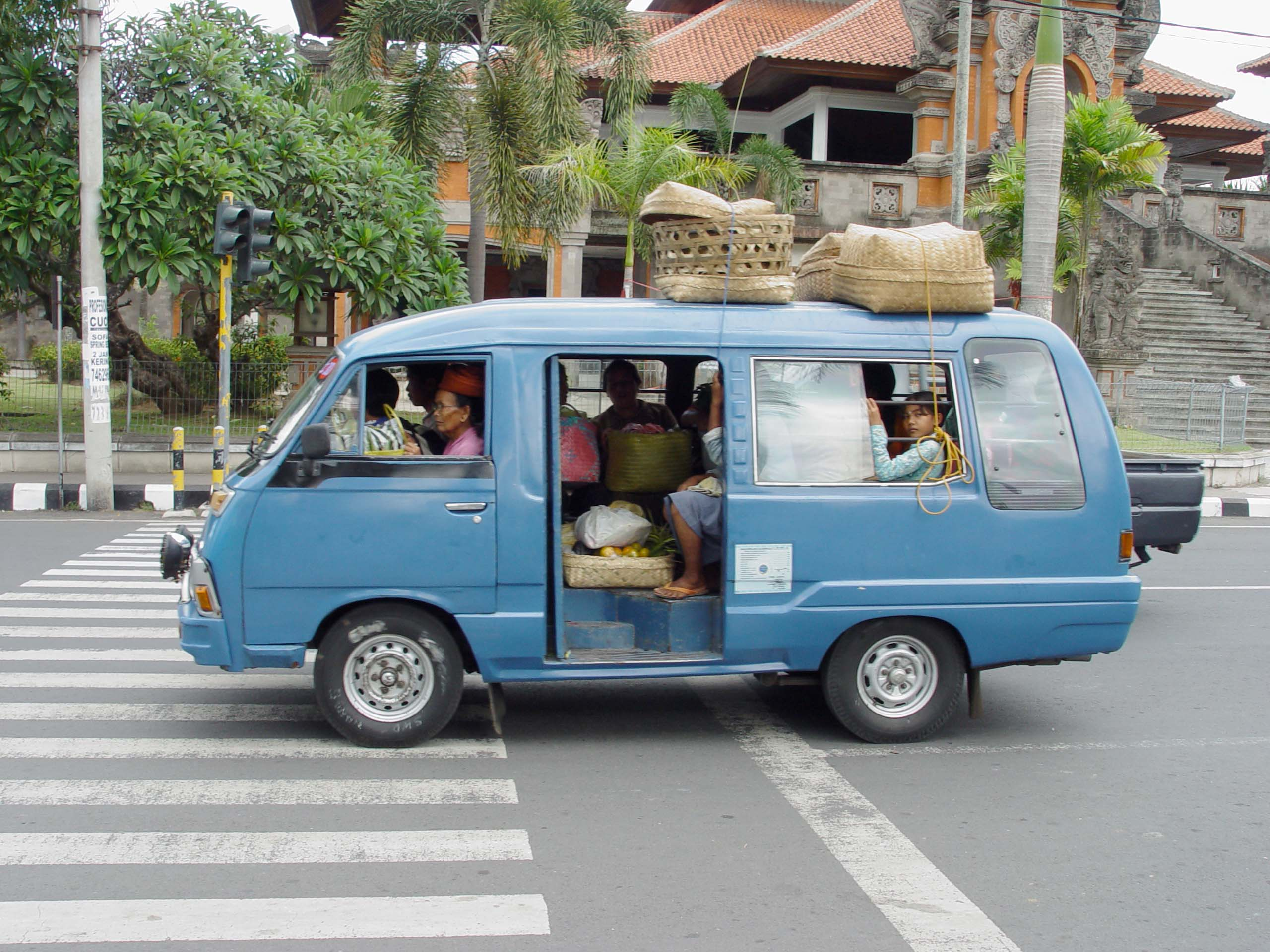
島上的合乘計程車
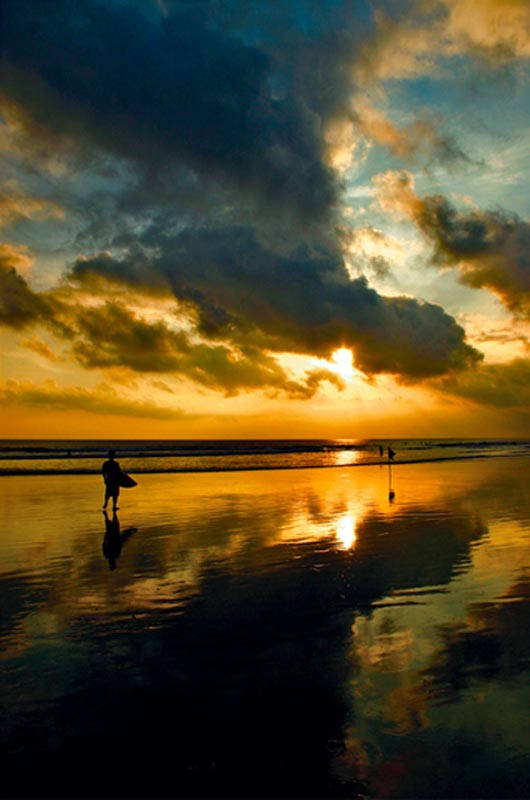
金芭兰海滩的美丽日落
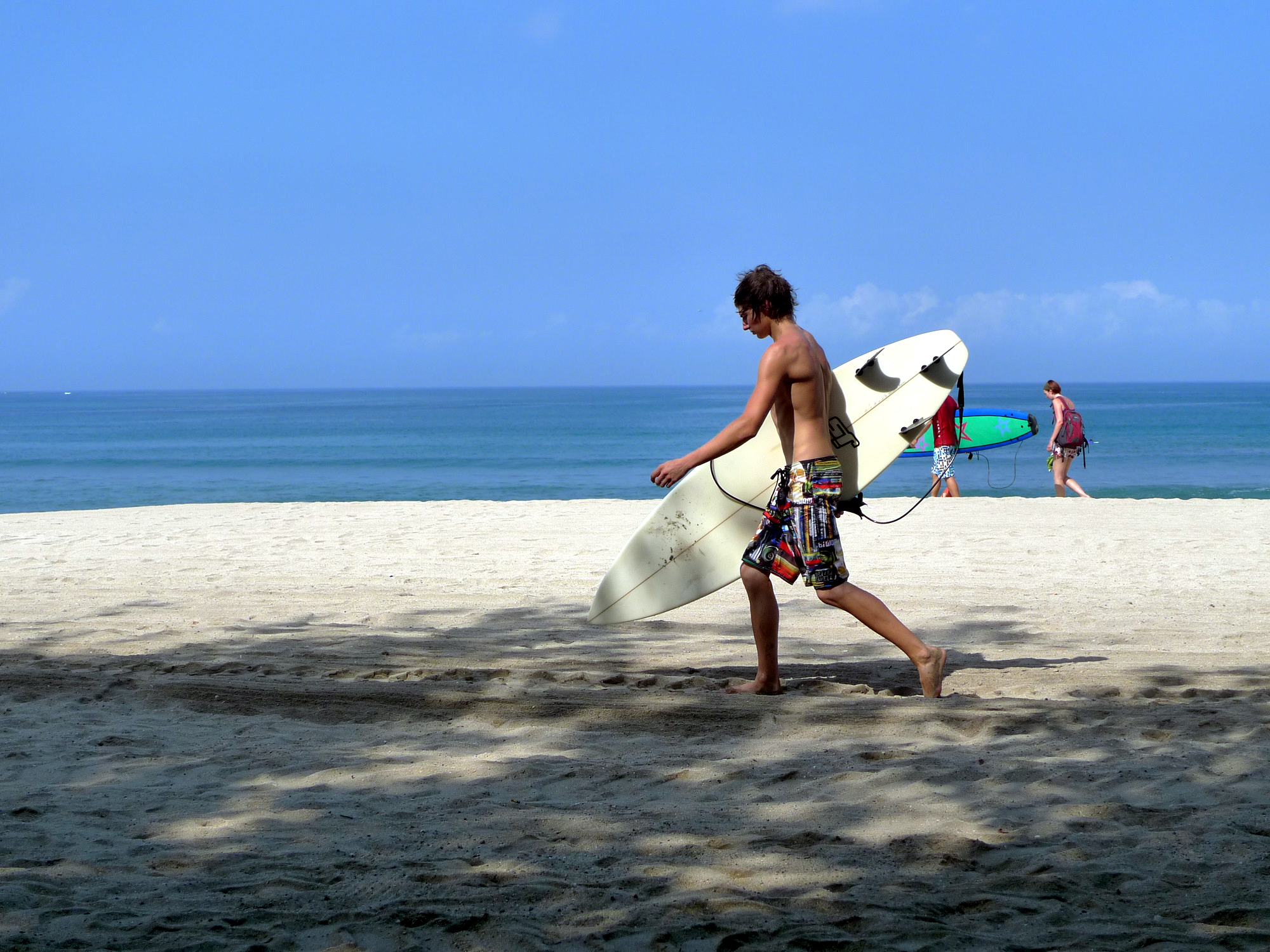
庫塔海滩
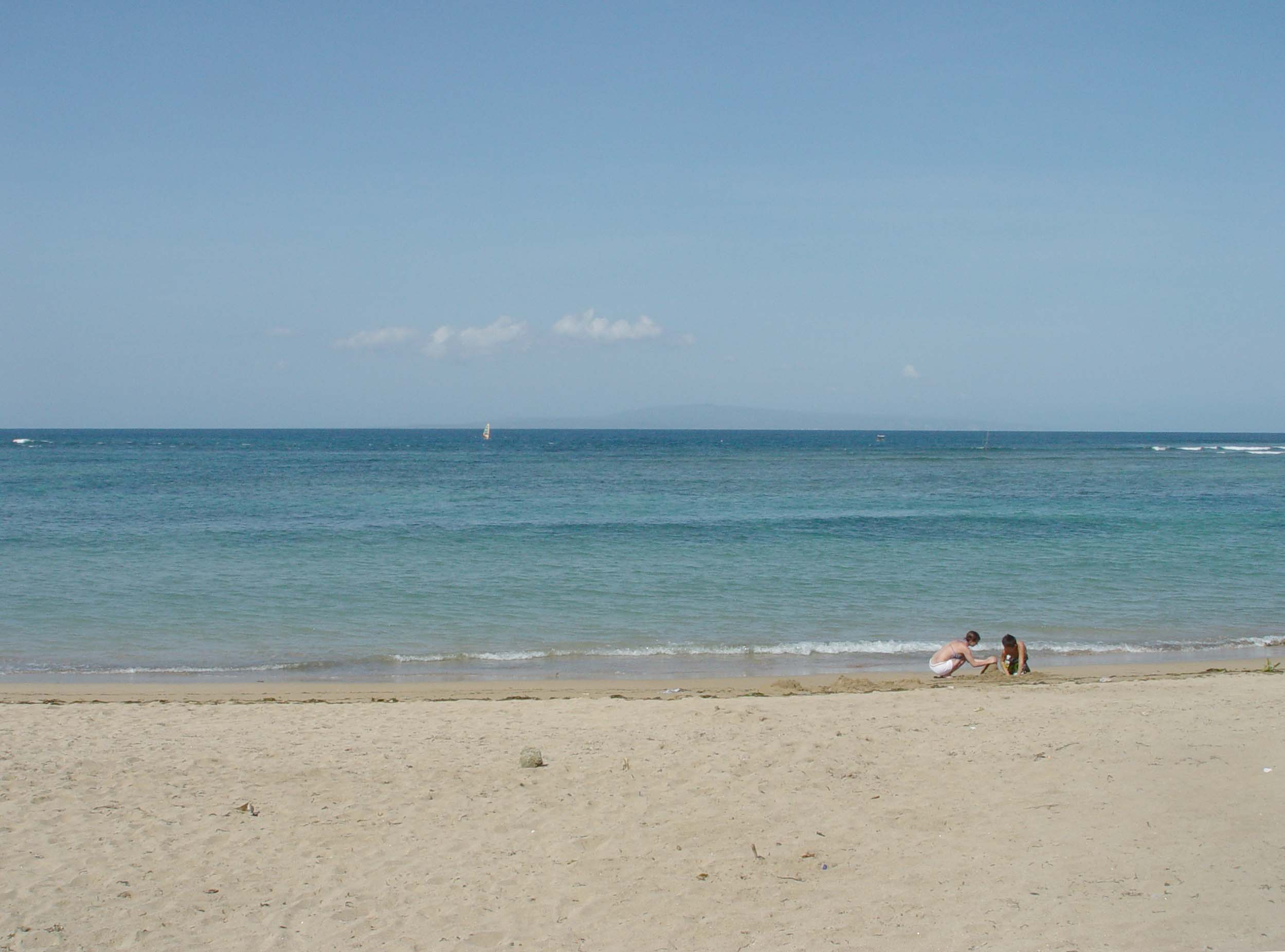
沙努海灘

## 重大事件

### 罪案
- 2002年巴厘島爆炸案
- 2005年巴厘島爆炸案
- 峇里九人組
- 九三〇事件
- 1998年印尼排华事件

## 外部連結
- 峇厘省官方網站
- 维基导游上有關巴厘岛的旅行指南
- OpenStreetMap上有關巴厘省的地理
- 巴厘岛旅游网站